# علي رابو
علي رابو (بالفرنسية: Ali Rabo)‏ هو لاعب كرة قدم بوركيني دولي من مواليد (6 يونيو 1986) في بوبوديولاسو.
لعب في الدوري العراقي في نادي أمانة بغداد وفي مصر في أندية اتحاد الشرطة والمقاولون العرب وفي نادي مسافي الإماراتي .
وعلى الصعيد الدولي شارك رابو مع منتخب بوركينا فاسو في كأس الأمم الإفريقية في 2013 .

## روابط خارجية
- علي رابو على موقع قاعدة بيانات كرة القدم.إي يو (الإنجليزية)
- علي رابو على موقع ناشيونال فوتبول تيمز (الإنجليزية)
- علي رابو على موقع Soccerway.com (الإنجليزية)